# Nebenniere

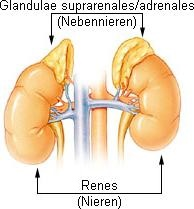
Nebennieren des Menschen

Die Nebenniere (lateinisch Glandula adrenalis oder Glandula suprarenalis) ist eine paarige Hormondrüse der Säugetiere, Vögel, Reptilien und Amphibien. Die Nebennieren befinden sich beim Menschen auf den oberen Polen der Nieren, bei den nicht aufrecht stehenden Tieren dementsprechend am vorderen Nierenpol. Sie unterliegen dem hormonellen Regelkreislauf und dem vegetativen Nervensystem. Die Nebenniere vereint funktionell zwei verschiedene Organe: Die Nebennierenrinde, der äußere Teil der Nebenniere, produziert Steroidhormone wie das Cortison und ist am Wasser-, Mineralstoff- und Zuckerhaushalt beteiligt. Das Nebennierenmark im inneren Teil der Drüse ist dem sympathischen Nervensystem zuzurechnen und bildet die „Stress“-Hormone Adrenalin und Noradrenalin.

## Entdeckung
Erstmals wurde die Nebenniere 1513 von Bartolomeo Eustachi beschrieben, dem päpstlichen Leibarzt und Anatom, als „Blutdrüsen“ (Endokrine Drüse) wurden sie jedoch erst Mitte des 19. Jahrhunderts erkannt. Niemand maß ihr allerdings in den nächsten zweihundert Jahren eine Bedeutung zu. Sie galt als „Lückenfüller“, bis 1855 Thomas Addison als erster mit der Nebennierenrindeninsuffizienz eine umfassende und exakte Beschreibung einer Nebennierenerkrankung lieferte. 1856 wies Charles-Édouard Brown-Séquard die Lebensnotwendigkeit der Nebennieren durch ihre Exstirpation nach.

## Anatomie
Eine Nebenniere wiegt beim Menschen etwa 5 bis 15 Gramm, ist circa 4 cm lang, 4 cm dick und ungefähr 2 cm breit. Die rechte Nebenniere des Menschen ist dreieckförmig, die linke halbmondförmig.
Die Nebennieren sind zusammen mit den Nieren von der Fettkapsel (Capsula adiposa) und der Nierenfaszie (Fascia renalis) umgeben. Topografisch steht die rechte Nebenniere mit dem Zwerchfell, dem rechten Leberlappen, der Vena cava inferior und der rechten Niere in Beziehung. Die linke Nebenniere liegt benachbart zur linken Niere, zur Bursa omentalis und zum Magen.
Die arterielle Versorgung wird über drei Zuflüsse gewährleistet: Die Arteriae suprarenales superiores entspringen der Arteria phrenica inferior, die Arteria suprarenalis media entspringt direkt der Aorta abdominalis und die Arteria suprarenalis inferior stammt aus der Arteria renalis.
Die venöse Drainage erfolgt über eine Vena centralis, die aus dem Hilum der Nebenniere austritt. Das venöse Blut der linken Nebenniere gelangt über die Vena suprarenalis sinistra in die Vena renalis und von dort in die Vena cava inferior, während das Blut der rechten Nebennierenrinde direkt über die Vena suprarenalis dextra in die Vena cava inferior gelangt.

## Histologischer Feinbau
Die Nebennieren sind von einer feinen Bindegewebskapsel umgeben und bestehen bei Säugetieren aus einem inneren Mark und der sie umgebenden Rinde.  Beide Anteile sind ontogenetisch unterschiedlicher Herkunft und bilden bei vielen niederen Wirbeltieren räumlich getrennte Organe.

### Nebennierenrinde

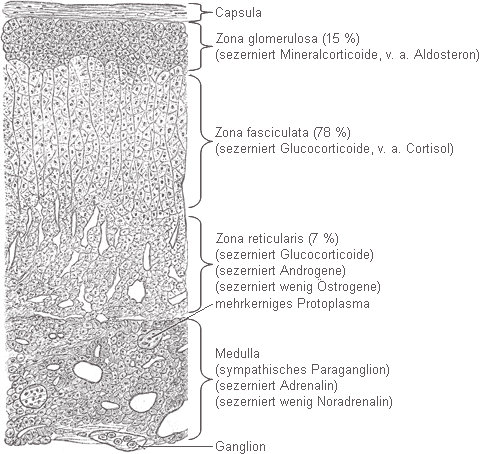
Histologischer Aufbau der Nebenniere (Schichten)

Die das Mark umgebende Nebennierenrinde (lateinisch Cortex glandulae suprarenalis) als äußere Schicht (Kortex, Rinde) der Nebenniere ist mesodermaler Herkunft und lässt sich in drei Schichten gliedern:
- Zona arcuata bzw. glomerulosa: In der äußeren Zone sind die Zellen bei Paarhufern und Mensch knäuelförmig (Zona glomerulosa, von lateinisch glomerulum „Knäuel“), bei anderen Säugetieren meist bogenförmig (Zona arcuata, von lateinisch arcus „Bogen“), angeordnet. Diese relativ kleinen Zellen bilden vorwiegend Aldosteron in Antwort auf erhöhte Kaliumspiegel oder erniedrigte Natriumspiegel im Blut oder einem verminderten Blutstrom in den Nieren. Aldosteron ist Teil des Renin-Angiotensin-Aldosteron-Systems und reguliert die Konzentration von Kalium und Natrium.
- Zona fasciculata: Als mittlere Schicht folgt die Zona fasciculata (von lateinisch fasciculus „Strang“) mit relativ großen Zellen. Sie sind strangartig angeordnet und reich an Lipoidgranula („Spongiozyten“). Zwischen diesen Zellsträngen liegen sinusoid erweiterte Kapillaren. Die Zellen bilden vorwiegend Glucocorticoide wie Cortisol (Hydrocortison) und Corticosteron oder die Mineralocorticoide Aldosteron und Desoxycorticosteron (Cortexon). Unter normalen Umständen ist Cortisol das Haupt-Glucocorticoid. Die Produktion der Glukokortikoide wird über das adrenokortikotrope Hormon (ACTH) aus der Hypophyse reguliert. Darüber hinaus werden geringe Mengen von Sexualhormonen, genauer Androgene wie Dehydroepiandrosteron synthetisiert.
- Zona reticularis: Zum Mark hin folgt die Zona reticularis (von lateinisch reticulum „Netz“) mit netzförmig angeordneten, kleinen Zellen. Sie bilden vorwiegend Androgene, wie beispielsweise Dehydroepiandrosteron.

Alle Hormone der Nebennierenrinde werden aus Cholesterol synthetisiert. Das Cholesterol wird über ein steroidogenic acute regulatory protein (StAR) in die innere Membran der Mitochondrien transportiert. Dort wird es durch das Enzym CYP11A in Pregnenolon umgewandelt. Pregnenolon kann entweder zu Progesteron dehydriert oder zu 17α-Hydroxypregnenolon hydroxyliert werden. Progesteron kann über Hydroxylierung am C21-Atom zu Deoxycorticosteron und über zwei weitere Hydroxylierungen zu Aldosteron umgewandelt werden. Progesteron kann über Hydroxylierung am C17-Atom zu 17α-Hydroxyprogesteron und weiter über Deoxycortisol zu Cortisol hydroxyliert werden.
Merksprüche
- Als Merkspruch für die Schichtung der Nebennierenrinde dient die Buchstabenfolge G-F-R, von außen nach innen: Zonae glomerulosa, fasciculata, reticularis. Sie ist leicht zu merken, da GFR in medizinischen Berufen als Abkürzung für die glomeruläre Filtrationsrate ein Begriff ist.
- Analog kann die Folge Salt, Sugar, Sex für die Hauptfunktionen der in den Schichten produzierten Hormone dienen: Salt für Aldosteron, Sugar für Cortisol und Sex für die Androgene.
- Auch der Merkspruch für die Aufgaben der Nebennierenrindenschichten „Mineralwasser mit Zucker ist sexy“ vermittelt die Funktionen der Hormone: Mineralwasser für die Regulation des Wasserhaushalts (über Aldosteron), Zucker für das Glukokortikoidhormon Cortisol, und sexy für die Sexualhormone.

### Nebennierenmark
Das Nebennierenmark (lateinisch Medulla glandulae suprarenalis) liegt im Inneren der Nebenniere und ist der Bildungsort von Adrenalin und Noradrenalin. Das Nebennierenmark entsteht ontogenetisch aus dem Nervensystem, genauer durch Auswanderung von Zellen aus der Neuralleiste. Diese ektodermalen Chromaffinoblasten entstammen also der Anlage des Grenzstrangs und sind modifizierte Nervenzellen. Man kann das Mark auch als sympathisches Paraganglion ansehen.
Es besteht aus so genannten chromaffinen Zellen (gut mit Chromsalzen anfärbbar) und multipolaren Ganglienzellen. Die chromaffinen Zellen werden aus A-Zellen (ca. 80 % der chromaffinen Zellen) und N-Zellen (auch NA-Zellen) (ca. 20 %) gebildet. In A-Zellen wird Adrenalin und in N-Zellen Noradrenalin gebildet, gespeichert und bei Bedarf direkt an das Blut abgegeben. Je nach produziertem Hormon werden die Zellen als Epinephrocyti bzw. Norepinephrocyti bezeichnet.
Die multipolaren Ganglienzellen sind dem sympathischen Nervensystem zugehörig. An den multipolaren Ganglienzellen enden präganglionäre Axone der Nervi splanchnici major et minor.
Das Nebennierenmark besteht weiterhin aus Bindegewebe, Blutgefäßen mit venösem Plexus und Nervenfasern.

### Embryologie
Das Nebennierenmark und die Nebennierenrinde stammen embryologisch aus unterschiedlichen Anteilen. Das Nebennierenmark stammt aus der ektodermalen Neuralleiste und die Nebennierenrinde entstammt dem mesodermalen Zölomepithel der dorsalen Abdominalhöhle, in dem es im ersten Embryonalmonat entsteht.
Die sich nach der Geburt zurückbildenden retroperitonealen Paraganglien, die entlang der Bauchaorta liegen, erfüllen vor der Geburt die gleiche Funktion wie das Nebennierenmark und setzen bei Sauerstoffunterversorgung Noradrenalin frei. Das größte retroperitoneale Paraganglion ist das paarig angelegte Zuckerkandl-Organ.

## Erkrankungen der Nebenniere
Infolge der Vielzahl der in der Nebenniere gebildeten Hormone können bei Störungen vielfältige Krankheitsbilder auftreten.
Eine angeborene Erkrankung ist die Kongenitale Nebennierenhyperplasie, die meist mit einem adrenogenitalen Syndrom verbunden ist.

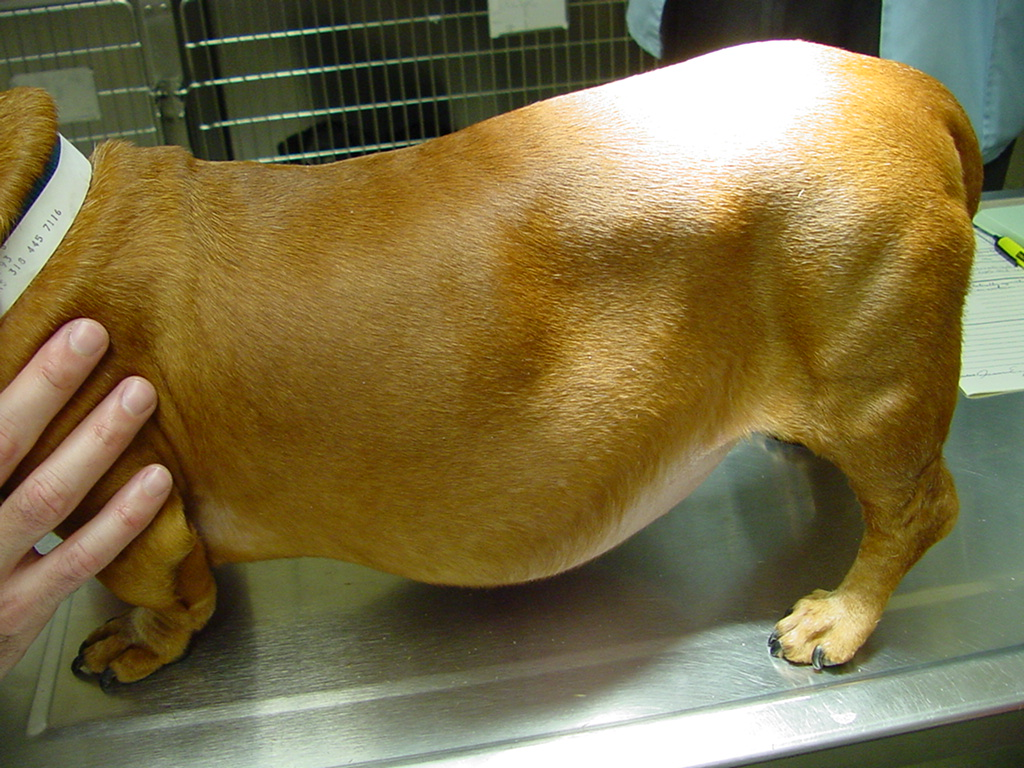
Cushing-Syndrom bei einem Hund. Auffällig ist der vergrößerte Bauchumfang infolge vermehrter Fetteinlagerung im Bauchraum.

Bei der Nebennierenrindenüberfunktion (Hyperkortizismus, Hyperadrenokortizismus) unterscheidet man zwei Formen:
- Eine durch Erkrankung des Organs bedingte Überproduktion von Aldosteron führt zum Hyperaldosteronismus (Conn-Syndrom) mit erhöhtem Blutdruck und erniedrigtem Kaliumblutspiegel. Ursächlich für den Hyperaldosteronismus sind entweder einseitige Nebennierengeschwülste (Conn-Adenom) oder eine beidseitige Vergrößerung der Nebenniere (Nebennierenhyperplasie). Neben dem „klassischen“ Conn-Syndrom sind Fälle eines „normokaliämischen“ (Kaliumspiegel im Normbereich) Conn-Syndroms wesentlich häufiger und insgesamt die häufigsten Ursachen eines hormonell bedingten Bluthochdrucks.
- Eine vermehrte Glukokortikoidbildung führt zum Hyperkortisolismus (auch Cushing-Syndrom genannt). Dieser kommt häufiger beim Menschen, aber auch bei Hunden (Canines Cushing-Syndrom) und Pferden (Equines Cushing-Syndrom) vor. Meist ist die Ursache eine Überproduktion von adrenokortikotropem Hormon (ACTH) in der Hirnanhangsdrüse, das die Bildung von Kortikoiden in der Nebenniere reguliert, seltener eine Erkrankung der Nebennierenrinde selbst. Das dadurch entstehende Cushing-Syndrom äußert sich in erhöhtem Blutzuckerspiegel, Stammfettsucht, Hautveränderungen und Knochen- und Muskelabbau. Langzeitanwendungen mit entzündungshemmenden Glukokortikosteroiden (beispielsweise Prednisolon oder Dexamethason) haben entsprechende Nebenwirkungen.

Eine Nebennierenrindenunterfunktion mit verminderter Aldosteronproduktion (Hypoaldosteronismus) tritt vor allem bei der primären Nebennierenrindeninsuffizienz (Morbus Addison) sowie dem Adrenogenitalen Syndrom auf.
Durch Tumoren (Phäochromozytom, Ganglioneurom) bedingte Überfunktionen des Nebennierenmarks können sich in anfallsartigem Bluthochdruck (paroxysmale Hypertonie) äußern.
Unterfunktionen des Nebennierenmarks sind sehr selten. Eine verminderte Glukokortikoidbildung bezeichnet man als Hypadrenokortizismus (auch Hypokortisolismus), häufig kombiniert mit einer generellen Nebennierenrindeninsuffizienz (Morbus Addison). Diese äußert sich durch schnelle Ermüdbarkeit, Appetitverlust, Abmagerung und im fortgeschrittenen Stadium durch eine dunkle, braun-gelbe Hautfarbe.
Ein akuter Ausfall der gesamten Nebennierenfunktion (Waterhouse-Friderichsen-Syndrom) kann bei Septikämien auftreten, es gibt Blutung in den Nebennieren.
Das Myelolipom ist ein gutartiger Tumor, der meist ohne klinische Symptome einhergeht.
Das Nebennierenkarzinom (auch Nebennierenrindenkarzinom, Adrenokortikales Karzinom) ist ein seltener bösartiger Tumor.
Eine Nebennierenhypoplasie kann im Rahmen eines seltenen Syndroms auftreten, dem IMAGE-Syndrom (Akronym für: Intrauterine Wachstumsretardierung – metaphysäre Dysplasie – kongenitale Nebennierenhypoplasie – Genitalanomalien).

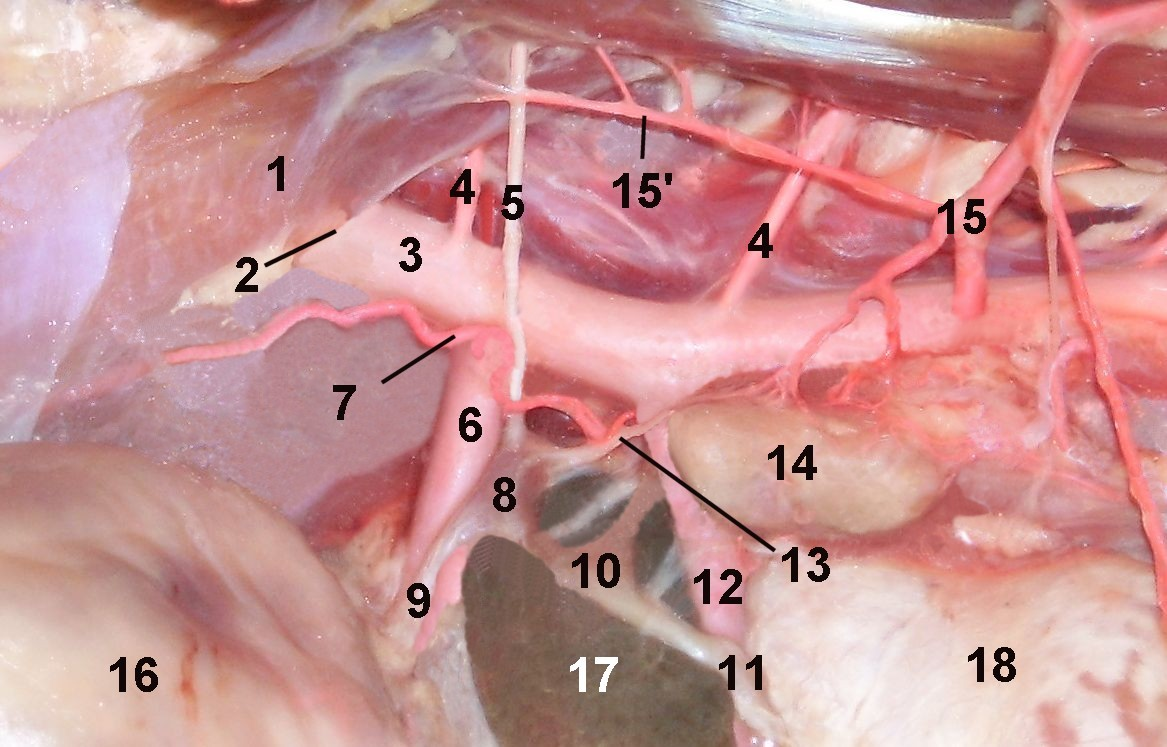
Vorderer Bauchaortenbereich der Katze von links mit Nebenniere (Nr. 14) und Niere (Nr. 18)

## Vergleichende Anatomie
Bei Fischen sind die beiden Anteile der Nebenniere noch in zwei separaten Organen – Interrenalorgan und Adrenalorgan – lokalisiert. Bei Reptilien und Amphibien sind beide Organe aneinandergelagert, bei Vögeln die entsprechenden Gewebsanteile ineinander verwoben.
Beim Pferd ist die Nebenniere ungefähr 8 cm lang und 3 cm breit. Beim Haushund ist die Nebenniere etwa 20 × 5 mm groß. Die Nebennierenkapsel enthält bei 5 bis 15 % der Huftiere Melanophoren, deren Melaningranula zu einer Pigmentierung der Kapsel (Kapselmelanose) führen.